# Евристика
Евристиката (от старогръцки: εὑρίσκω, heurísko – намирам, откривам; heuriskein – откривам) се отнася до методи за решаване на проблеми, учене или правене на заключения, базирани на опит, но не е гарантирано, че тези методи са оптимални или перфектни, те са просто начин за достигане до краен извод или резултат по по-бърз начин. Евристичните методи се използват за ускоряване процеса на намиране на добро решение, където подробно проучване е непрактично. Примери за този метод включват използване на предположение, базирано на знания, интуитивно съждение, здрав разум, стереотипи или профили за достигане до извод.

## Педагогика
В педагогиката евристика се нарича и системата за обучение, при която целта е обучаемите сами да достигат до научните знания.

## Информатика
В информатиката, евристика или евристичен метод е метод за решаване на логически или математически задачи, за които няма алгоритъм. Методът включва стъпаловидно стесняване на областта на търсене на решения чрез индуктивни разсъждения, базирани на натрупания опит. Евристичните методи (например при търсене в дърво на решенията) често съкращават времето за решаване на поставените проблеми, но не могат да гарантират изчерпателност и оптималност.

## Стереотипи
Стереотипите са вид евристика, която позволява на хората да формират мнения и/или да стигат до изводи за неща, които никога не са виждали или изпитвали. Стереотипите работят като преки пътища, чрез които човек прави предположение, че растение с високо стъбло и листа на короната е дърво, дори и да не са виждали този вид дърво преди.